# 谷旦镇
谷旦镇，是中华人民共和国河南省焦作市孟州市下辖的一个乡镇级行政单位。

## 行政区划
谷旦镇下辖以下地区：
谷旦村、曲村、洪道村、赵改村、前进村、后进村、米庄村、党宋马村、董村、张刘李村、杨村、古城村、赵村、薛村、吴村、堰底村、卢村、张村、南那村、北那村、程庄村、柿园村、新屯村、王大义村、禹寺村、康大义村、西大义村、张营村和张连村。